# Џоел Ембид
Џоел Ханс Ембид (енгл. Joel Hans Embiid; Јаунде, 16. март 1994) камерунски је кошаркаш. Игра на позицији центра, а тренутно наступа за Филаделфија севентисиксерсе.
Од јула 2022. поседује и држављанство Француске. У септембру је добио и држављанство САД.

## Успеси

### Репрезентативни
- Олимпијске игре:  2024.

### Појединачни
- Најкориснији играч НБА (1): 2023.[3]
- НБА ол-стар меч (7): 2018, 2019, 2020, 2021, 2022, 2023, 2024.
- Идеални тим НБА — прва постава (1): 2022/23.
- Идеални тим НБА — друга постава (4): 2017/18, 2018/19, 2020/21, 2021/22.
- Идеални одбрамбени тим НБА — друга постава (3): 2017/18, 2018/19, 2020/21.
- Идеални тим новајлија НБА — прва постава: 2016/17.